# Heinrich von Lyncker
Heinrich Friedrich Freiherr von Lyncker (* 30. März 1810 in Falkenberg; † 28. Februar 1883 in Berlin) war ein preußischer Generalmajor.

## Leben

### Herkunft
Heinrich Friedrich entstammte dem Adelsgeschlecht von Lyncker bzw. Linker von Lützenwick. Er war der Sohn von Ernst von Lyncker (1782–1846), Major in der Gendarmerie, und dessen Ehefrau Emilie Juliane Ulrike, geborene von Holtzendorff (* 1788) eine Tochter des Generalleutnants Jakob Friedrich von Holtzendorff. Sein älterer Bruder Lothar (1809–1864) schlug ebenfalls eine Militärkarriere in der Preußischen Armee ein und brachte es bis zum Generalmajor.

### Militärkarriere
Lyncker besuchte seit 1822 die Kadettenhäuser in Potsdam sowie in Berlin und wurde anschließend am 28. Juli 1827 als Portepeefähnrich dem Kaiser Franz Garde-Grenadier-Regiment der Preußischen Armee überwiesen. Dort wurde er am 13. Dezember 1827 zum Sekondeleutnant sowie am 18. Juni 1844 zum Premierleutnant befördert. Als solcher nahm Lyncker 1848 zunächst an der Niederschlagung der Märzunruhen in Berlin und im Anschluss am Feldzug gegen Dänemark teil. Während des Gefechts bei Schleswig konnte sich Lyncker besonders bewähren und wurde dafür mit dem Roten Adlerorden IV. Klasse mit Schwertern ausgezeichnet. Am 19. September desselben Jahres erfolgte seine Beförderung zum Hauptmann. Damit verbunden war die gleichzeitige Ernennung zum Kompaniechef. In dieser Funktion wurde Lyncker am 16. Juli 1855 Major und stieg dann am 18. Dezember 1855 zum Bataillonskommandeur auf. Am 28. April 1857 wurde er nach Graudenz versetzt, wo er als Kommandeur das III. Bataillon des 1. Garde-Landwehr-Regiments übernahm. Dieses kommandierte Lyncker bis zum 11. Januar 1858, wurde anschließend nach Potsdam in das 1. Garde-Regiment zu Fuß versetzt und dort am 31. Mai 1859 zum Oberstleutnant befördert. Am 1. Juli 1860 kam Lyncker dann nach Rastenburg, wo er Kommandeur des dort stationierten Grenadier-Regiments Nr. 4 wurde. Als solcher erfolgte am 18. Oktober 1861 seine Beförderung zum Oberst und am 14. Januar 1862 erhielt er für seine langjährigen Verdienste den Roten Adlerorden III. Klasse mit Schwertern. Am 11. März 1865 wurde Lyncker mit dem Charakter als Generalmajor mit Pension zur Disposition gestellt.
Er verstarb in Berlin und wurde am 3. März 1883 auf dem dortigen Friedhof in der Hasenheide beigesetzt.

### Familie
Lyncker hatte sich am 2. Februar 1836 in Berlin mit Elise Hübner (1816–1890) verheiratet. Aus der Ehe gingen drei Söhne und eine Tochter hervor:
- Ernst (* 1836)
- Lothar (1839–1886), Premierleutnant a. D.
- Helene (1842–1904) ⚭ 1862 Waldemar von Schack (1839–1870), preußischer Hauptmann und Sohn des Generalmajors August von Schack
- Maximilian (1845–1923), preußischer General der Infanterie, Hofmarschall und Generalintendant der königlichen Gärten